# Kuligowo (Kuligowo)
Kuligowo – osada leśna wsi Kuligowo w Polsce, położona w województwie lubuskim, w powiecie międzyrzeckim, w gminie Międzyrzecz.Wchodzi w skład sołectwa Kuligowo.
W latach 1975–1998 osada administracyjnie należała do województwa gorzowskiego.